# 무진 (프로게이머)
무진(본명: 김무진, 1998년 4월 9일 ~ )은 대한민국의 리그 오브 레전드 프로게이머로 아이디는 Moojin이다. 포지션은 정글이다.

## 선수 생활
2016년 1월, 다크 울브즈에서 프로게이머 생활을 시작했다. 데뷔 당시 미드라이너로 출전했지만 이후 정글로 포지션을 변경했다. 2016년 2월, 팀에서 퇴단했다.
2017년 4월, 레드 불즈에 입단했다. 팀의 주전으로 활동히면서 좋은 모습을 보여주었지만 팀은 플레이오프에서 패배하면서 EUCS 예선에서 탈락했다.
2018시즌을 앞두고 플래시 울브즈에 입단했다. 스프링 시즌 팀의 주전으로 활동하면서 팀의 우승에 기여했다. 시즌 종료 이후 신인상을 수상했다. 리그 오브 레전드 미드 시즌 인비테이셔널 2018에서도 주전으로 활동하면서 좋은 모습을 보여주었다. 팀은 MSI에서 4강에 진출하는데 성공했다. 서머 시즌에서도 팀의 우승에 기여했다. 2018 리프트 라이벌즈에 참가하기도 했다. 리그 오브 레전드 월드 챔피언십 2018에 참가했다. 롤드컵 기간 동안 팀의 주전 정글러로 활동하면서 좋은 모습을 보여주었지만 팀은 조별리그에서 탈락했다.
2019시즌을 앞두고 한화생명 e스포츠에 입단했다. 스프링 시즌에서는 보노와 주전 경쟁을 하였으며 좋지 못한 모습을 보이면서 서브 선수로 내려왔다. 서머 시즌에서도 보노가 좋은 모습을 보여주면서 서브 선수로 활동했다. 서머 시즌 팀이 좋지 못한 모습을 보여주었지만 출전하지 못했으며 승강전에서도 출전하지 못했다. 2019시즌 종료 후 팀에서 퇴단했다.
2019년 12월, 챌린저스 승강전으로 내려간 BBQ 올리버스에 입단했다. 승강전에서 팀의 챌린저스 잔류에 기여했다. 승강전이 끝난 이후 팀에서 퇴단했다.
2020년 4월, 러너웨이에 입단했다. 챌린저스 승강전에서 팀의 잔류에 기여했다. 서머 시즌 팀의 주전 정글러로 활동했다. 서머 시즌 기간 동안 좋은 모습을 보여주었으며 시즌 종료 이후 챌린저스 서드 팀에 선정되었다.
2021시즌을 앞두고 리그 오브 레전드 재팬 리그의 V3 e스포츠에 입단했다. 스프링 시즌 좋은 모습을 보여주면서 팀의 준우승에 기여했다. 서머 시즌에서도 좋은 모습을 보여주면서 팀의 포스트시즌 진출에 기여했으나 코로나-19 이슈로 포스트시즌에 출전하지는 않았다. 2021시즌 종료 후 팀에서 퇴단했다.

## 논란

### 언행 논란
2019년 5월 6일, 팬과 사적인 연락을 하며 팀 내부 상황을 유출하여 논란이 되었다. 
소속팀인 한화생명 e스포츠는 2019년 5월 8일, 무진에게 벌금 1500만원, 사회봉사 48시간의 징계를 내렸다.

## 소속팀
| # | 팀명             | 소속 기간             | 소속 리그 | 비고 |
| - | ---------------- | --------------------- | --------- | ---- |
| 1 | 다크 울브즈      | 2016.01~2016.02       |           |      |
| 2 | 레드 불즈        | 2017.04~2018.01.07    | EUCS      |      |
| 3 | 플래시 울브즈    | 2018.01.04~2018.11.11 | LMS       |      |
| 4 | 한화생명 e스포츠 | 2018.11.20~2019.10.31 | LCK       |      |
| 5 | BBQ 올리버스     | 2019.12.17~2019.12.18 | CK        |      |
| 6 | 러너웨이         | 2020.04.22~2020.09.15 | CK        |      |
| 7 | V3 e스포츠       | 2020.12.29~2021.10.07 | LJL       |      |

## 수상 내역
- 리그 오브 레전드 마스터즈 시리즈 스프링 2018 우승
- 리그 오브 레전드 미드 시즌 인비테이셔널 2018 4강
- 리그 오브 레전드 마스터즈 시리즈 서머 2018 우승
- 리그 오브 레전드 재팬 리그 스프링 2021 준우승